# Comuna Uhluvatka, Hrîstînivka
Uhluvatka (în ucraineană Углуватка) este o comună în raionul Hrîstînivka, regiunea Cerkasî, Ucraina, formată din satele Ceaikivka și Uhluvatka (reședința).

## Demografie
Componența lingvistică a comunei Uhluvatka
     Ucraineană (98,08%)
     Rusă (1,92%)
Conform recensământului din 2001, majoritatea populației comunei Uhluvatka era vorbitoare de ucraineană (98,08%), existând în minoritate și vorbitori de rusă (1,92%).